# Diego Mancino
Diego Mancino (Milano, 13 ottobre 1970) è un cantautore e musicista italiano.
Sconosciuto ai più fino alla fine del 2005 è approdato al movimento cantautorale italiano dopo aver militato in vari gruppi di rock e punk italiani.

## Carriera

### Gli inizi
Passa la giovinezza all'estero, seguendo il padre in continui viaggi (Francia, Svizzera, Irlanda, Belgio). Tornato in Italia all'inizio degli anni novanta, prova ben presto interesse verso il teatro milanese (si diploma presso una scuola teatrale del capoluogo lombardo) e soprattutto verso la musica che lo porta a militare in gruppi musicali punk e rock come i Mary Quant con i quali realizza il vinile autoprodotto Georg (1990), registrato negli studi Blaue Reiter di Firenze con la supervisione di Gianni Maroccolo, ex membro dei Litfiba e dei C.S.I., e mixato insieme a Marco Lega.
Inizia a suonare e scrivere per gli Achtung Banditi, con i quali realizza due dischi pubblicati da UPR/Sony Music, dal titolo Achtung Banditi (1993) e Odio e devozione (1994).
Nel 1994 si unisce alla band inglese Solar Flares di Birmingham per una serie di concerti e registrazioni in Inghilterra, anche queste per la maggior parte inedite.
Al termine di questa esperienza inizia a scrivere e realizzare progetti musicali di diversa concezione sonora. 
Torna in Italia e forma il trio L'Instabile e ospita spesso sul palco amici come Rocco Tanica (Elio e le Storie Tese) e i Bluvertigo, oltre che numerosi altri esponenti della musica milanese degli anni novanta.
Dopo aver registrato con L'Instabile il disco Alieno seriale, ispirato al libro Gli sprecati di Stefano Pistolini, Diego torna in Inghilterra con i Solar Flares per una serie di concerti e compone due brani della colonna sonora del cortometraggio The Fish della regista australiana Bridget Lyon.
Nel 1999 rientra in Italia e avvia un vero e proprio progetto solista, My Virginità, accantonato nel 2000.

### Da solista
Il suo percorso cantautorale inizia dopo la sua decisione di lasciare il sound più duro per avvicinarsi alla musica d'autore. 
Questa sua nuova ispirazione permette la registrazione nel 2000 del suo primo album da solista Piume, rimasto inedito.
Nel 2005 pubblica l'album Cose che cambiano tutto, anticipato dal singolo omonimo, pubblicato da Sony Music. La critica lo elogia, ma l'album non ottiene il successo sperato.
Nel 2006 registra con Fabri Fibra il brano Idee stupide, presente nell'album del rapper, Tradimento.
Nel 2008 pubblica per l'etichetta Radiofandango il suo secondo album, L'evidenza, dal quale vengono estratti 3 singoli: Tutte le distanze, Milano e l'impossibile e A parte te, che ottengono un ottimo numero di visualizzazioni dei relativi videoclip su YouTube.
Nello stesso periodo scrive per Dell'Era (bassista degli Afterhours) il brano Ami lei o ami me che riceve l'attenzione di moltissime radio.
L'interesse e la curiosità nei confronti della musica lo avvicinano ancora a collaborazioni col mondo Hip Hop. Nascono così le registrazioni e la partecipazione con DJ Myke, nel disco Hocus pocus, e con il rapper Rancore.
Rimarchevole la collaborazione con il progetto Rezophonic per conto di AMREF Italia, del quale è uno dei primi collaboratori, e coi quali registra e canta sia nei dischi che durante il tour.
Nel 2011 insieme a Matteo Buzzanca è coautore di musiche e testi del singolo Odio tutti i cantanti e coautore del testo di Musa contenuti nell'album RossoNoemi di Noemi.
Nel 2012, Mancino partecipa come autore e Francesco Renga partecipa al Festival di Sanremo 2012 come cantante con il brano La tua bellezza (inserito nell'album Fermoimmagine del cantante bresciano) scritto insieme a Dardust e Mancino. Il secondo singolo estratto dall'album di Francesco Renga è il brano Senza sorridere, anch'esso scritto con Faini e Mancino. Nello stesso anno è autore del brano La felicità che Nina Zilli pubblica nel suo album L'amore è femmina.
Nel 2012 pubblica il suo terzo album È necessario, anticipato dall'estratto Come dei ragazzi. Il secondo estratto è Colpa della musica. Il videoclip della title track È necessario è stato diretto da Marco Ligabue. Il terzo singolo estratto è Nei baci no.
Per Chiara, sempre con Faini scrive il brano Qualcosa da fare, inserito nell'album Un posto nel mondo.
Nel 2014 partecipa al Festival di Sanremo con Un uomo è un albero di Noemi e Il cielo è vuoto di Cristiano De André, cantante per il quale aveva già scritto La stanchezza.
Inoltre, nello stesso anno, è autore con Dario Faini di tre canzoni interpretate da Francesco Renga.
Nel 2016, in seguito all'uscita del singolo "Succede d'estate", pubblica il suo quarto album "Un invito a te".

## Discografia

### Con i Mary Quant
- 1990 - Georg (autoprodotto)

### Con gli Achtung Banditi
- 1993 - Achtung Banditi
- 1994 - Odio e devozione

### Con gli L'instabile
- 1998 - Alieno seriale

### Con i Solar Flares
- 1998 - Solar Flares

### Da solista
- 2005 - Cose che cambiano tutto
- 2008 - L'evidenza
- 2012 - È necessario
- 2016 - Un invito a te

### Singoli
- 2004 - Cose che cambiano tutto
- 2005 - Strana l'estate
- 2005 - Un giorno perfetto
- 2008 - Tutte le distanze
- 2008 - Milano e l'impossibile
- 2008 - A parte te
- 2012 - Come dei ragazzi
- 2012 - Colpa della musica
- 2012 - Nei baci no
- 2016 - Succede d'estate

## Collaborazioni
- Fabri Fibra - Idee stupide
- Roberto Dell’Era (Afterhours) - Ami lei o ami me
- DJ Myke - Il male è banale
- DJ Aladyn - Io te e la strada
- Rancore - Paranoie
- Barbara Cavalleri - Invece tu (autore del brano)
- Enrico Ruggeri - Rien ne va plus
- Max Zanotti (Deasonika) - Spasimo (progetto Rezophonic)
- Daniele Silvestri - Acqua che scorre (canzone inserita nell'album S.C.O.T.C.H.) e L'Orologio (dall'album Acrobati)
- Noemi - Odio tutti i cantanti, Musa (autore con Matteo Buzzanca di brani e musiche) (canzoni inserite nell'album RossoNoemi)
- Francesco Renga - La tua bellezza, Senza sorridere (coautore dei brani insieme a Dardust) (canzoni inedite inserite nell'album Fermoimmagine)
- Nina Zilli - La felicità (autore del brano) (canzone inserita nell'album L'amore è femmina)
- Chiara - Qualcosa da fare (autore del brano insieme a Dario Faini) (canzone inserita nell'album Un posto nel mondo)
- Cristiano De André - La stanchezza (contenuta nell'album Come in cielo così in guerra)
- Reset! - Il Tesoro (contenuta nell'album Future Madness cantata insieme a Gué Pequeno)